# Feliceni
Feliceni es una comuna ubicada en el distrito de Harghita, Rumania.

## Superficie
Cuenta con una superficie de 76,49 kilómetros cuadrados.

## Demografía
Hasta 2021 la población era de 3448 habitantes, con una densidad de población de 45,08 habitantes por kilómetro cuadrado.